# 達蒂爾 (新墨西哥州)
達蒂爾（英語：Datil）是位於美國新墨西哥州卡特倫縣的普查規定居民點。

## 人口
根據2020年美國人口普查的數據，達蒂爾的面積為4.85平方千米，當中陸地面積為4.84平方千米，而水域面積為0.01平方千米。當地共有人口50人，而人口密度為每平方千米10.31人。